# Cuatro estrellas sobre el escudo de fútbol de Uruguay
Las cuatro estrellas sobre el escudo de fútbol de Uruguay representan los cuatro títulos mundiales senior (con participación de jugadores amateurs y profesionales) reconocidos por la FIFA ganados por la selección nacional de fútbol de Uruguay en 1924, 1928, 1930 y 1950. Los torneos olímpicos de fútbol de París 1924 y Ámsterdam 1928 han sido reconocidos por las asociaciones mundiales de fútbol desde el principio como campeonatos mundiales abiertos, las únicas ediciones que posteriormente se aceptarán como equivalentes en valor a la Copa Mundial de la FIFA. A partir del 30 de mayo de 2022, la Asociación Uruguaya de Fútbol (AUF) anunció que a Uruguay se le ha permitido seguir luciendo cuatro estrellas en su escudo de fútbol por quinto torneo consecutivo de la Copa Mundial de la FIFA, sin precisar quién ni en qué fecha emitió dicho permiso. En 2023 la FIFA publicó en su sitio web un artículo firmado por Akshat Mehrish en el que sostiene que la FIFA "aceptó el argumento y aprobó la solicitud de Uruguay de desplegar cuatro estrellas sobre el escudo", sin precisar la fecha de dicha decisión ni el órgano que la dictó.Además, la edición más reciente de la "Historia Oficial de la Copa Mundial de la FIFA" (publicada en mayo de 2024) reconfirma el estatus de @Uruguay como 4 veces campeón mundial de la FIFA (no amateur).

## La FIFA organiza los torneos olímpicos de fútbol de 1924 y 1928 como campeonatos mundiales abiertos
Los torneos olímpicos de fútbol de 1924 y 1928 tuvieron varias distinciones que los separan de otras ediciones organizadas antes y después. En primer lugar, estos campeonatos fueron administrados principalmente por la FIFA, las asociaciones de fútbol francesa y holandesa respectivamente, sin la intervención obstructiva del Comité Olímpico Internacional. En segundo lugar, estos dos torneos olímpicos de fútbol fueron los primeros en la historia que estuvieron abiertos a todos los jugadores, incluidos los profesionales. Desde el principio, la FIFA, las asociaciones de fútbol y los medios de comunicación de todo el mundo reconocieron la legitimidad de estos torneos olímpicos de fútbol como algo excepcional debido a estas regulaciones "abiertas". Además, antes del comienzo del torneo, el presidente de la FIFA Jules Rimet y Henri Delaunay, uno de los principales arquitectos de la Copa Mundial de la FIFA, declararon que los ganadores del torneo olímpico de fútbol de 1924 reclamaron el "título de campeón del mundo".

## Uruguay añade cuatro estrellas a su escudo de fútbol
En 1992, la selección de fútbol de Uruguay añadió con éxito cuatro estrellas a su escudo de fútbol por primera vez con la aprobación de la FIFA. La solicitud fue presentada por el historiador y periodista de fútbol uruguayo Atilio Garrido, quien citó que en 1924, la AUF presentó sus informes oficiales a la FIFA titulados "Uruguay campeón mundial de fútbol en los Juegos Olímpicos de París".  Además de esto, en 1928, la asociación uruguaya hizo lo mismo, excepto que esta vez llamó a sus documentos: "Olimpiada de Amsterdam, Uruguay campeón del mundo". Estos informes fueron presentados formalmente a la FIFA en 1925 y 1929, y fueron aprobados sin objeciones. En 1992, en el Congreso de la FIFA en Zúrich, Atilio Garrido argumentó con éxito que la condición oficial de Uruguay como cuatro veces campeón mundial absoluto (no amateur) reconocida por la FIFA se inscribe en la continuidad de lo registrado oficialmente por las directivas de ese momento.

## La AUF se adhiere a las regulaciones de uniformes de la FIFA
La FIFA tiene condiciones estrictas para la adición de estrellas en el escudo de fútbol de un equipo nacional durante la Copa Mundial de la FIFA. Solo los equipos que han ganado una Copa Mundial (o un equivalente reconocido) pueden mostrar una estrella de cinco puntas en su escudo.
Siguiendo estas pautas oficiales de la FIFA, a la selección de fútbol de Uruguay se le ha permitido usar sus cuatro estrellas en su escudo en cinco apariciones consecutivas en la Copa Mundial: 2002, 2010, 2014, 2018 y 2022. Un ejemplo de la FIFA que no aprobó las estrellas en un escudo de fútbol ocurrió en 2018, cuando la Selección Nacional de Egipto tuvo que quitarse sus siete estrellas antes de la Copa Mundial de Rusia, que representaban las siete Copas Africanas de Naciones que habían ganado anteriormente.

## Incidente de 2021 con Puma
En 2021, Puma envió un correo electrónico filtrado a la AUF, revelando que un empleado de la FIFA les había pedido que eliminaran dos de las estrellas del escudo de Uruguay antes de un próximo clasificatorio para la Copa Mundial de la FIFA. La AUF organizó una defensa sobre la validez de sus estrellas con varios historiadores y documentos primarios que luego fueron presentados a la FIFA, que poco después se retractó de cualquier mención a esta solicitud. Luego, a Uruguay se le permitió usar las 4 estrellas contra Colombia el 7 de octubre de 2021. El 30 de mayo de 2022, Uruguay anunció una nueva camiseta para la Copa Mundial de la FIFA 2022 con 4 estrellas aprobadas para el quinto torneo consecutivo (2002, 2010, 2014, 2018, 2022), confirmando su posición oficial como cuatro veces campeón mundial senior (no amateur) reconocido por la FIFA.

## El artículo de FIFA.com de 2023 volvió a confirmar este reconocimiento
En 2023, FIFA.com publicó un artículo que detalla la historia del reconocimiento oficial de la FIFA de los torneos olímpicos de fútbol de 1924 y 1928 como los únicos que tienen un nivel equivalente a la Copa Mundial de la FIFA. "La afirmación de Garrido tenía peso. Antes del deseo y el establecimiento de un torneo internacional exclusivamente de fútbol, la FIFA había administrado los torneos olímpicos de fútbol de 1924 y 1928 con la ayuda de las autoridades francesas y holandesas. Los dos concursos también admitieron a futbolistas profesionales y el Comité Olímpico Internacional solo participó en un papel menor. Su naturaleza abierta a todos, en connivencia con el reconocimiento de la FIFA y varias otras asociaciones de fútbol, proporcionó legitimidad a las competiciones y, por lo tanto, las disputadas Garrido y Uruguay podrían clasificarse como campeonatos mundiales.
La FIFA aceptó el argumento y aprobó la solicitud de Uruguay de mostrar cuatro estrellas sobre su escudo, ... lo que han hecho en cinco Copas del Mundo: 2002, 2010, 2014, 2018 y 2022”.